# Kuo Lee Chien-Fu
Kuo Lee Chien-Fu (郭李建夫S, Guō Lǐ JiànfūP; Taoyuan, 24 marzo 1969) è un ex giocatore di baseball taiwanese.

## Palmarès

### Olimpiadi
- Argento a Barcellona 1992.